# Robinson (kráter)

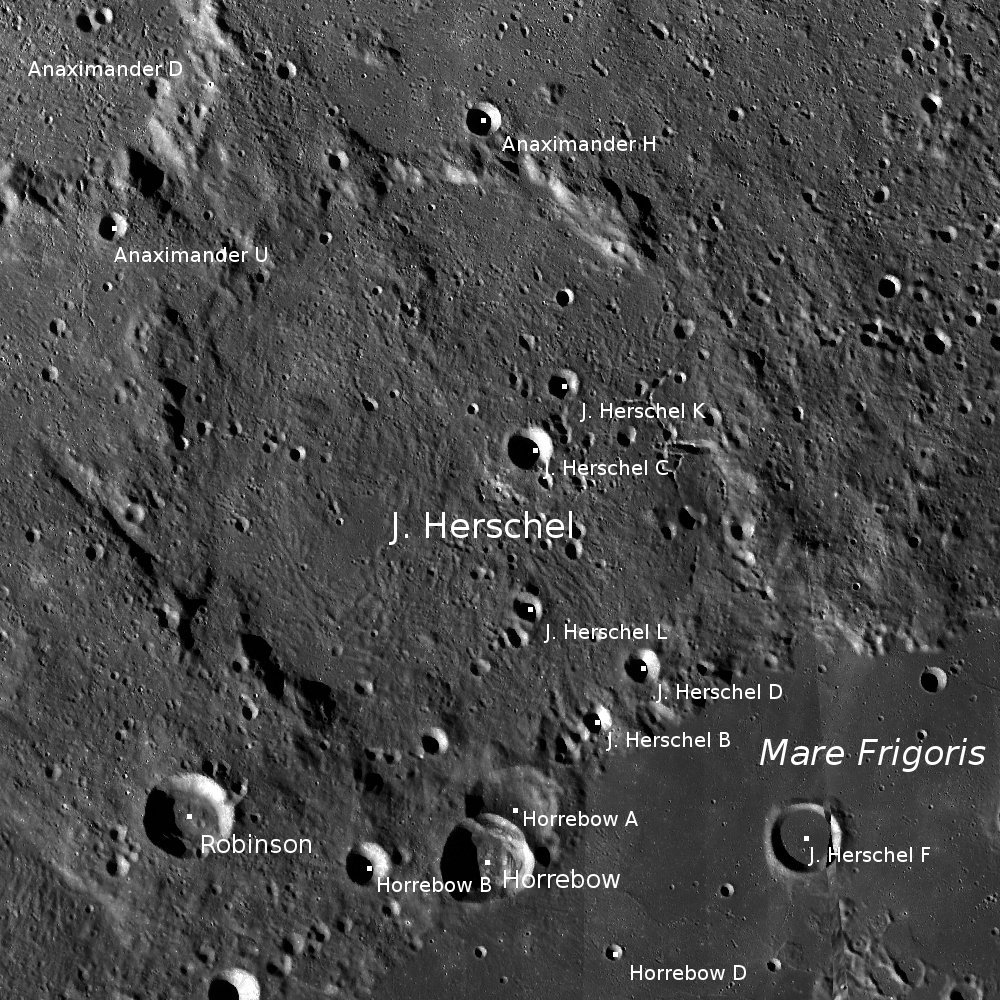
Okolí kráteru Robinson

Robinson je impaktní kráter, který se nachází poblíž severního okraje západní části Mare Frigoris (Moře chladu) na přivrácené straně Měsíce, jihozápadně od rozlehlé valové roviny J. Herschel.
Východně se nachází rozlohou srovnatelný kráter Horrebow a jihozápadně valová rovina South.
Robinson má průměr 24 km  a je pojmenován podle irského fyzika a astronoma Johna T. R. Robinsona. Je přibližně kruhového tvaru.